# Minoterie de Mont-de-Marsan
La minoterie de Mont-de-Marsan est un ancien établissement industriel reconverti en office de tourisme. Elle est située à Mont-de-Marsan, chef-lieu du département français des Landes.

## Présentation
La minoterie est au n°1 place Charles-de-Gaulle. Occupé depuis le Moyen Age, le site est tour à tour un ensemble de deux moulins à eau fortifiés, transformé en minoterie au XIXe siècle, réaménagé en une galerie d'art en 1982 et depuis 2013, siège de l'office de tourisme du Marsan.

### Moulins à eau
Deux moulins à eau fortifiés se dressent primitivement en ces lieux : 
- le moulin du Midou, prenant appui contre l'actuel pont Gisèle-Halimli ;
- le moulin de la Douze, situé à l'extrême pointe de la confluence de la Douze et du Midou[2], à la naissance de la Midouze[n 1].

Ces moulins, placés au Moyen Âge sous la défense du château vieux, étaient les deux seuls de la cité faisant partie du domaine vicomtal au titre des banalités, avant d'intégrer le domaine de la Couronne.
En 1609, à l'issue des guerres de religion, le roi Henri IV ordonne à ses commissaires enquêteurs de rédiger un inventaire détaillant l'état de ses châteaux et fortifications de Navarre, Béarn et Gascogne, afin d'y faire réaliser les travaux de restauration nécessaires. Le procès-verbal de la visite des châteaux de Navarre, conservé aux archives nationales, nous renseigne à ce titre sur l'état des remparts de Mont-de-Marsan, des deux châteaux de la cité (château Vieux et château de Nolibos), des Tenailles, mais également des deux moulins, ce qui prouve leur caractère défensif.
Un second inventaire est réalisé en 1793, au moment de la Révolution française, quand les deux moulins sont vendus comme biens nationaux au négociant Jean Bié. 
Moulin du Midou
Le moulin du Midou est le plus ancien des deux. Sa datation n'est pas attestée, ni par des archives ni par des éléments archéologiques. L'ingénieur David-François Panay (1752-1822) émet l'hypothèse d'une possible origine au Xe siècle mais il est plus vraisemblable selon les historiens qu'il soit du XIIe siècle, c'est-à-dire contemporain de la fondation de Mont-de-Marsan entre 1133 et 1141 par Pierre de Marsan. Château vicomtal, moulin et port de Mont-de-Marsan sont ainsi établis sur un point de rupture de charge entre voie terrestre et fluviale, favorable au transport de céréales qui fera la richesse de la cité.
La création du couvent des Cordeliers entre 1260 et 1270 indique que le commerce de la ville est suffisamment prospère pour permettre à cet ordre mendiant de subsister uniquement grâce aux aumônes. Grains et farines sont alors transportés vers les cités situées en aval de la Midouze (Tartas, Dax et Bayonne notamment) sur des barques à fond plat localement appelées galupes. L'inventaire de 1609 précité décrit le moulin du Midou comme un bâtiment de deux étages de forme carrée pourvu de petites fenêtres et couvert d'un toit de tuiles à quatre pans. L'inventaire de 1793 évoque quant à lui l'existence de deux greniers, une grande chambre au rez-de-chaussée servant d'appartement au meunier, et deux autres chambres. Il ne dispose plus alors de meule à grains ni pierre et nécessite des travaux de réparation.
Moulin de la Douze
Sa construction est plus tardive. Elle est due à la vicomtesse Constance de Moncade à la toute fin du XIIIe siècle. Ceci est attesté par une aumône hebdomadaire qu'elle accorde en 1300 aux Cordeliers sur le moulin qu'elle vient de faire construire près de celui du pont. Ceci témoigne de la bonne santé du trafic céréalier, rendant nécessaire l'édification d'un second moulin. L'inventaire réalisé en 1609 confirme que le barrage existe déjà, car il mentionne que ce dernier a besoin d'une réfection. De nous jours, il est des deux moulins celui dont les parties anciennes sont les mieux conservées.

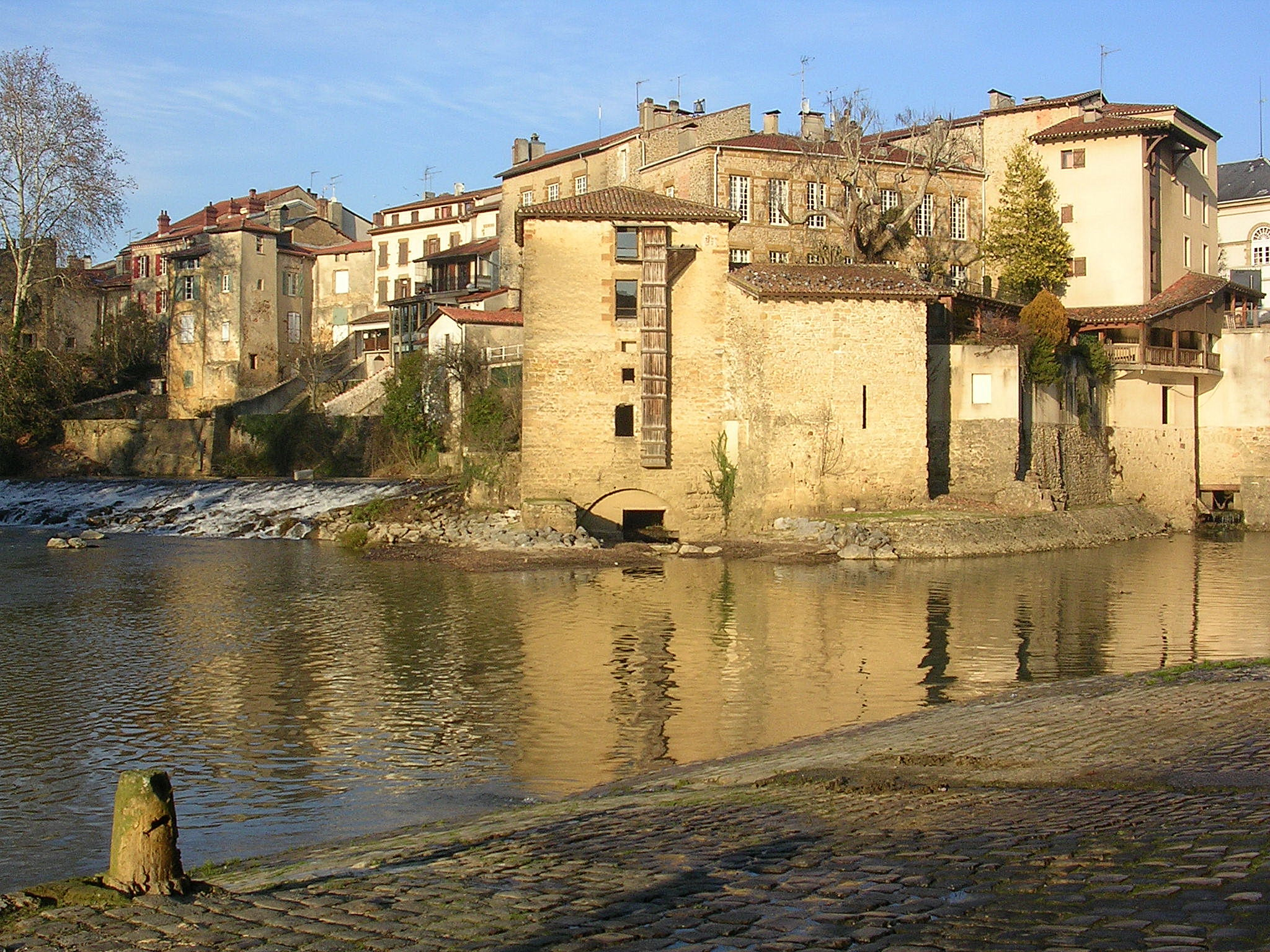
Confluent Douze-Midou et les deux anciens moulins formant la minoterie. Le moulin de la Douze est à l'extrémité de la pointe du confluent, tandis que le moulin du Midou est plus en retrait à droite sur la photo contre le pont.

### Minoterie
Le 4 juin 1840, le marquis de Cornulier achète à Jean Bié la chute d'eau et les deux moulins, qu'il transforme minoterie. En 1847, l'édifice est entièrement détruit par un violent incendie. Le marquis rebâtit la minoterie telle qu'elle existe aujourd'hui en réhaussant la partie supérieure. 
En 1894, elle est vendue à l'industriel Joseph-Gabriel Lapelle-Lateulère, qui achète en 1907 la rotonde de la Vignotte et son terrain, sur lequel il édifie en 1912 la villa Mirasol où il réside. De là, il peut contrôler la bonne marche de la minoterie jour et nuit depuis. En effet, elle produit alors l'électricité de sa maison et s'il y a problème à Mirasol, il y a problème à la minoterie. Celle-ci cesse d'être exploitée en 1963.

## Galerie
Illustrations

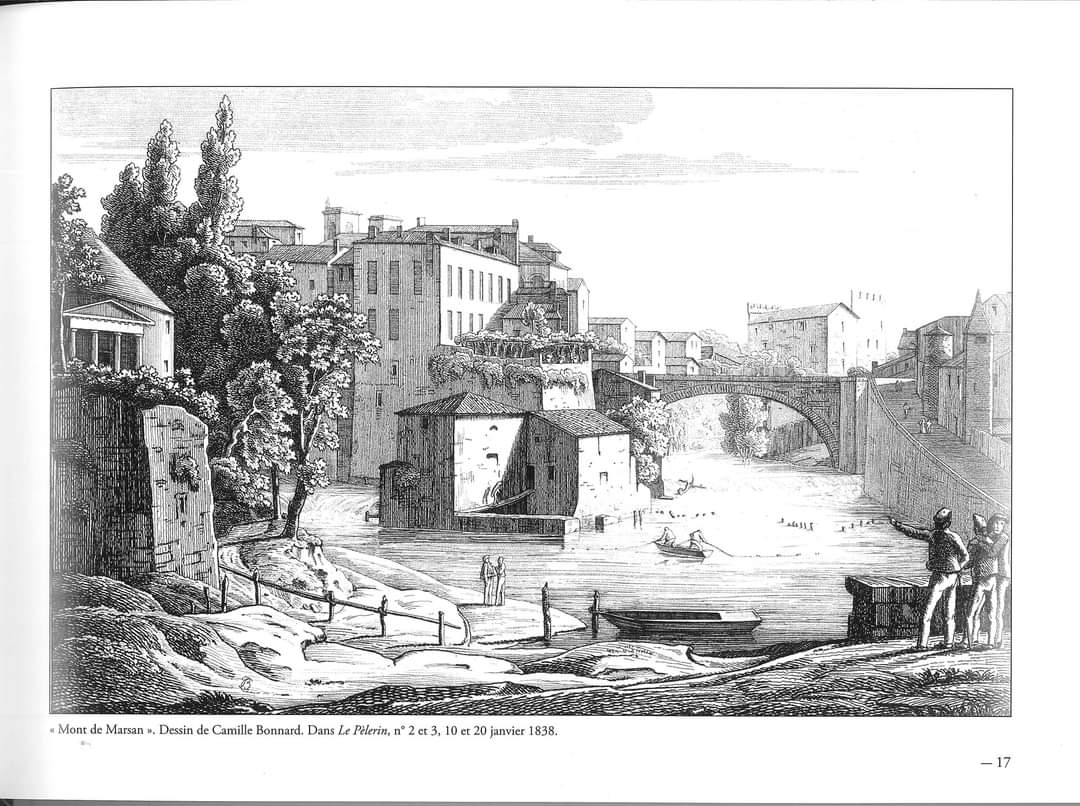
Illustration de Camille Bonnard parue dans Le Pèlerin, 1838.
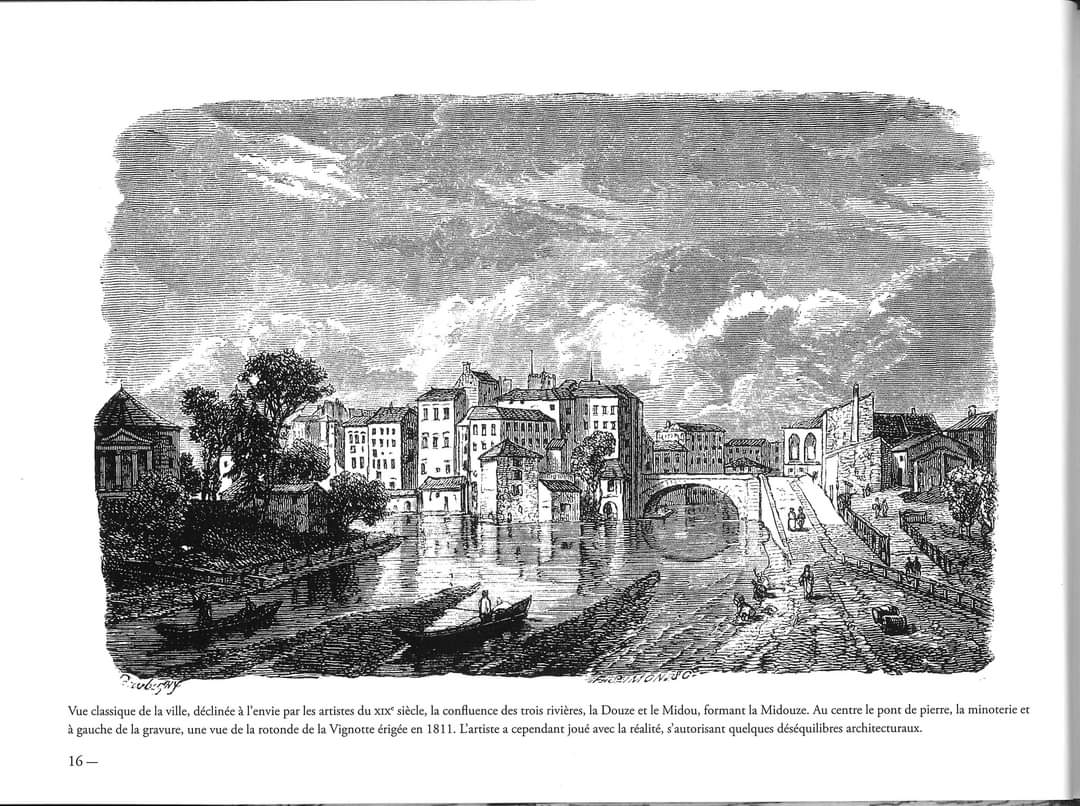
Illustration du XIXe siècle.

Vues extérieures

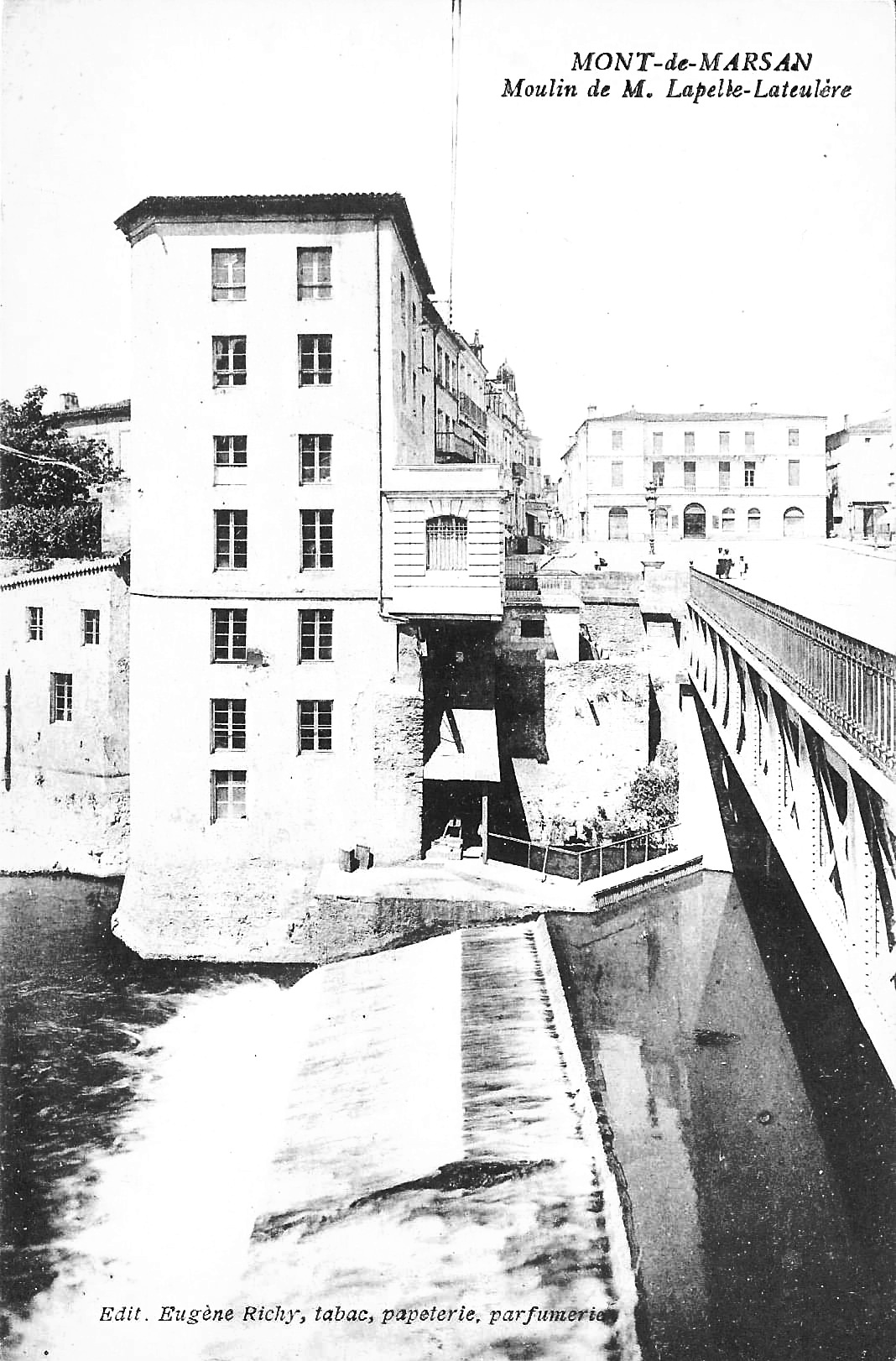
Minoterie (dite « moulin ») de M. Lapelle-Lateulère.
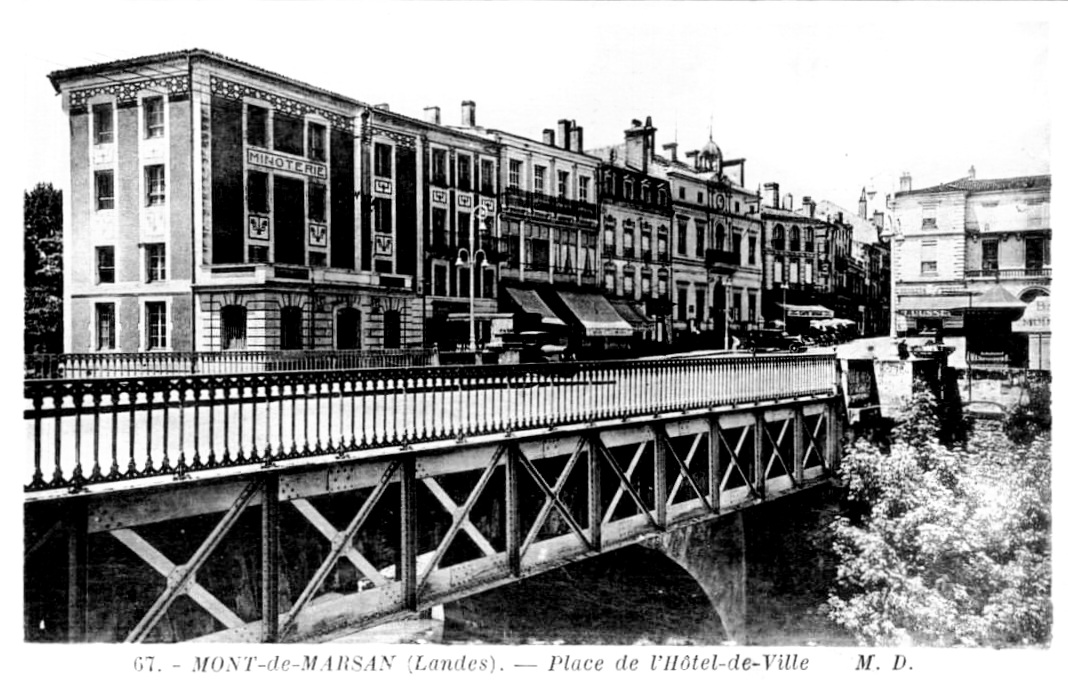
Façade de la minoterie au débouché du pont, à gauche sur la photo. L'ancien hôtel de ville de Mont-de-Marsan est situé à droite.
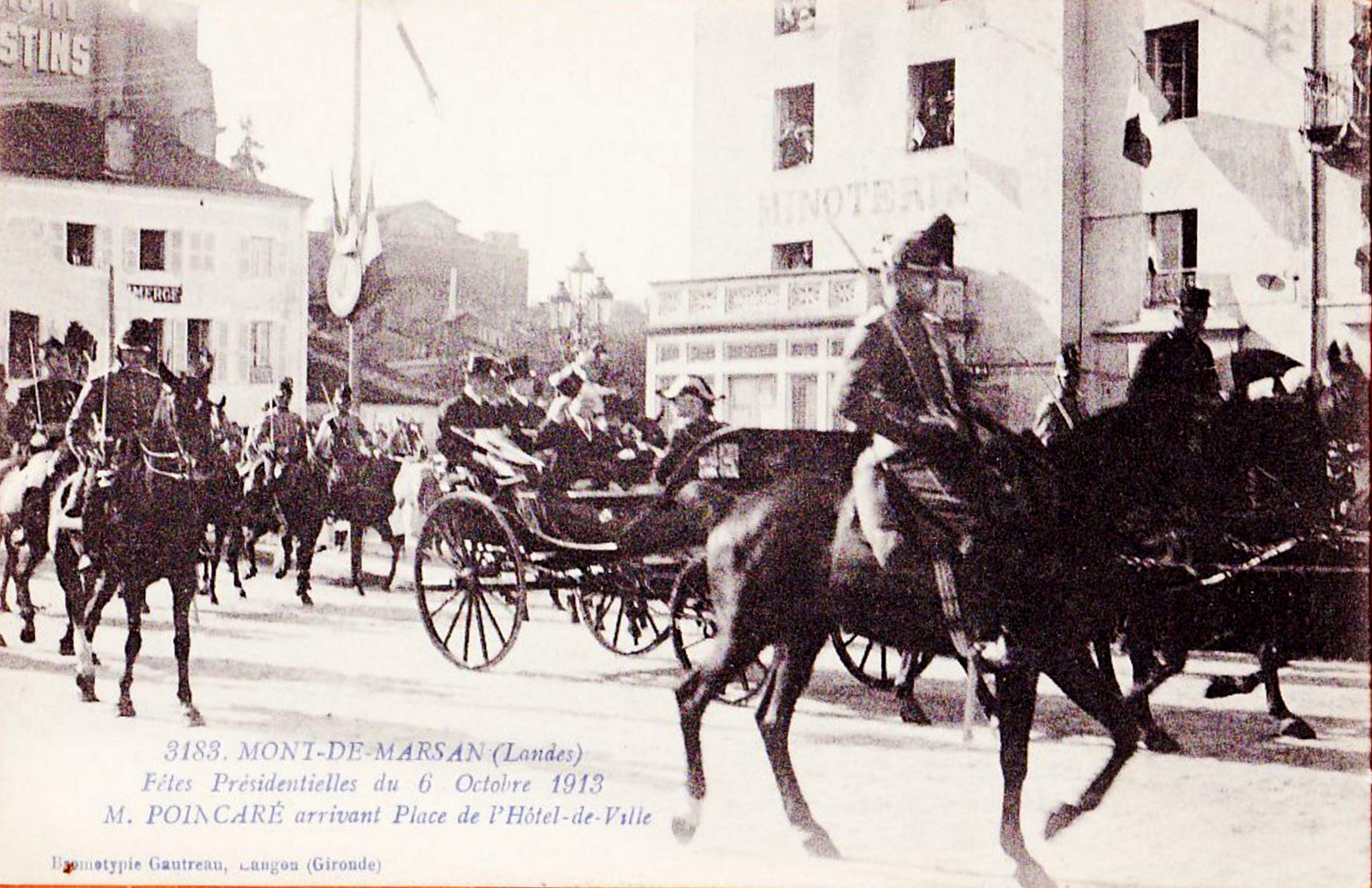
Passage du cortège conduisant le président de la République Raymond Poincaré devant la minoterie le 6 octobre 1913.

Vues intérieures

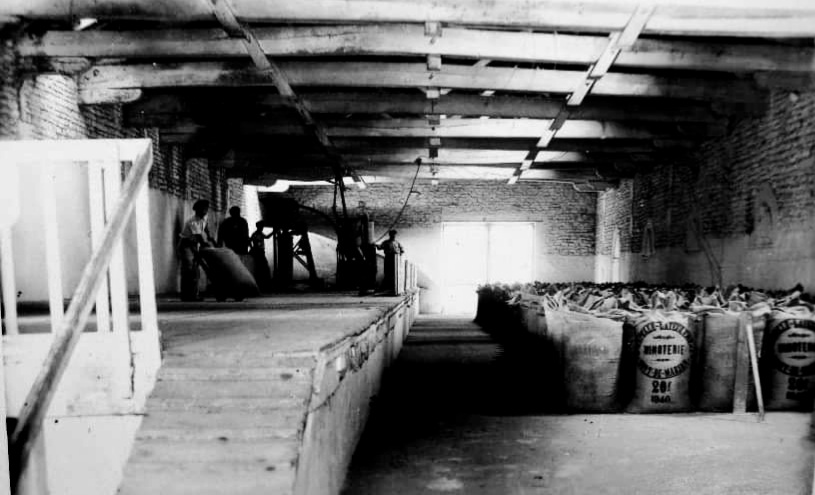
Manutention et stockage de sacs de farine.
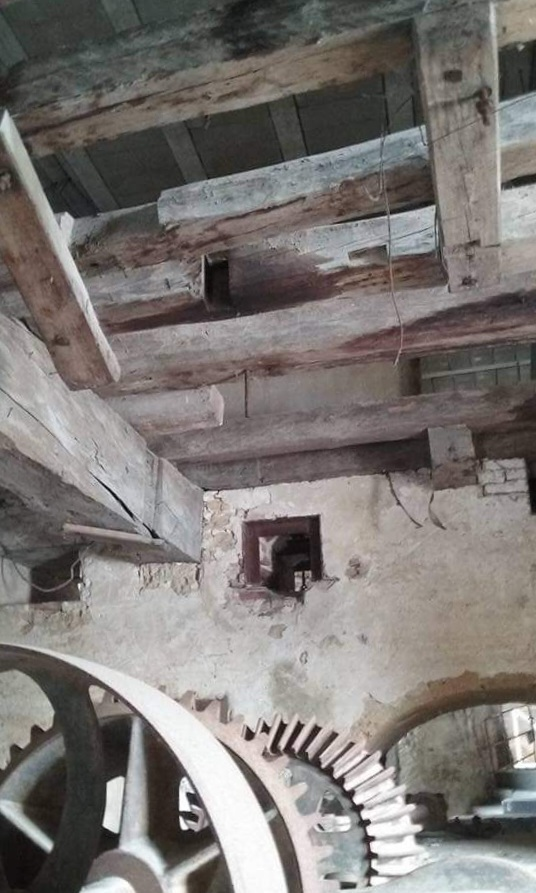
Mécanisme de l'ancienne minoterie.

### Reconversions
Désaffectée, la minoterie est rachetée par la Ville de Mont-de-Marsan en 1982 qui la rénove, relie les deux moulins par une galerie et transforme l'ensemble en une galerie d'art, dite « La Minoterie ».
En 2013, la Ville y installe l'office de tourisme du Marsan et le Centre pédagogique de la Résistance et de la Déportation en France y a son siège.